# 钻杆
钻杆是一种用于钻井的空心厚壁钢管，可以传递垂向力以及扭矩，广泛运用于各类石油钻井中，例如定向井，水平井等。单根钻杆通常长约30英尺（9.1），也称为单根，分为不同尺寸、强度等级和重量。钻井液可以从其中泵入井底，并通过环空返出。
由于钻井的需要，钻杆必须可以支持其自重，以及其下长数千米的钻柱、底部钻具组合的质量，并在钻进时一直弯曲、转动，承受相当大的载荷，其必须具有一定的强度。钻杆通常采用高等级钢，并经过表面硬化等处理以增强其强度，价格相对昂贵。因此，在完钻后，一般起出，留待下次继续使用，而利用相对薄壁、廉价的套管配合水泥固井来保证井眼的安全。